# Bondonnière
Une bondonnière est un outil à main de tonnellerie pour percer le trou du bondon, pour faire la bonde. Comme la tarière, c'est un rabot conique à manche qui permet de percer un trou en tournant l'outil en tournant le manche perpendiculaire au rabot conique. 
Le trou de bonde, entre 4 et 6 cm de diamètre, est d'abord percé sur le tonneau grâce à une vrille, puis agrandi à la bondonnière. Ses bords sont ensuite passés au feu pour être cautérisés.

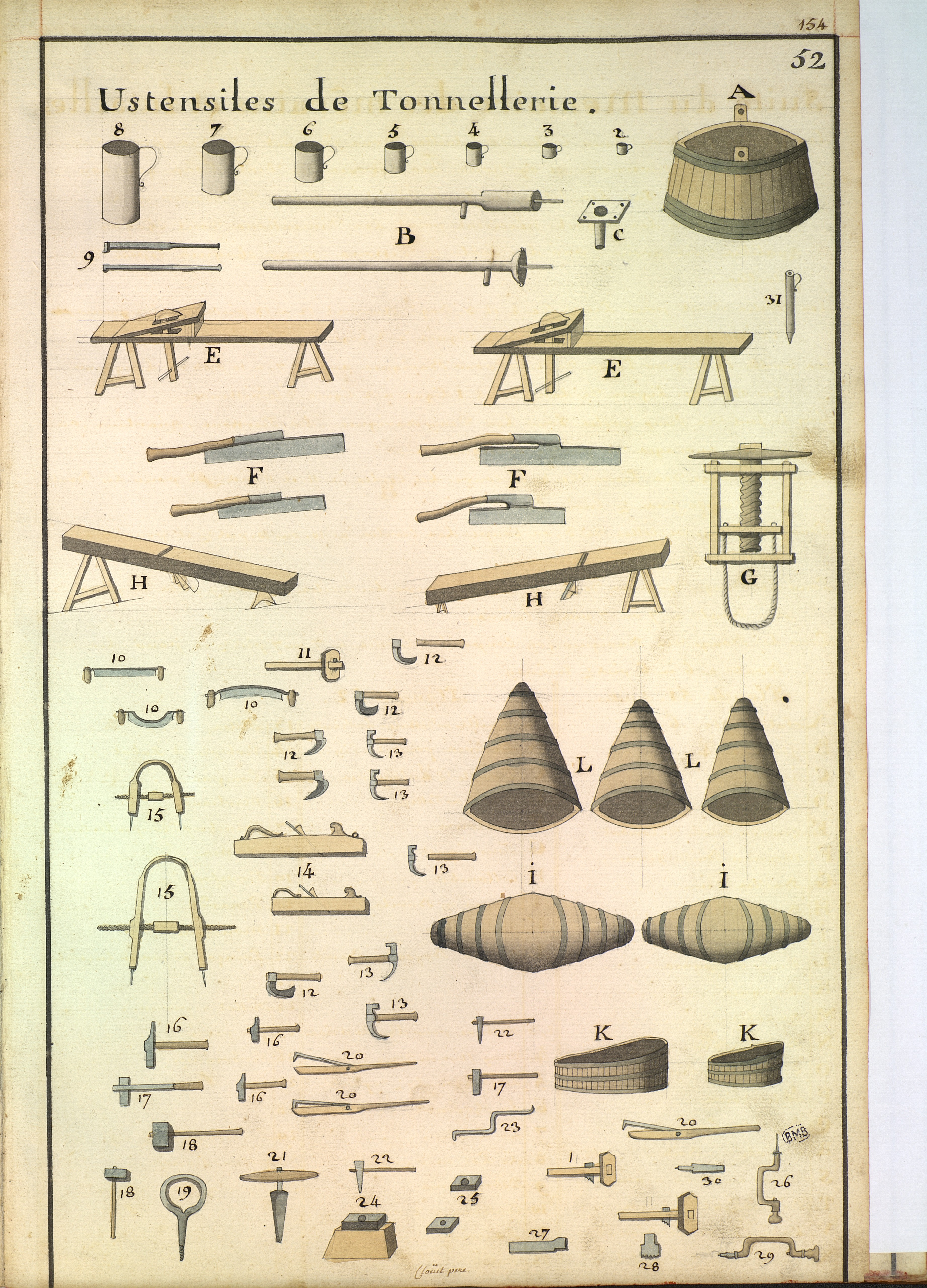
Ustensiles de tonnellerie du XVIIIe siècle, bondonnière en numéro 21
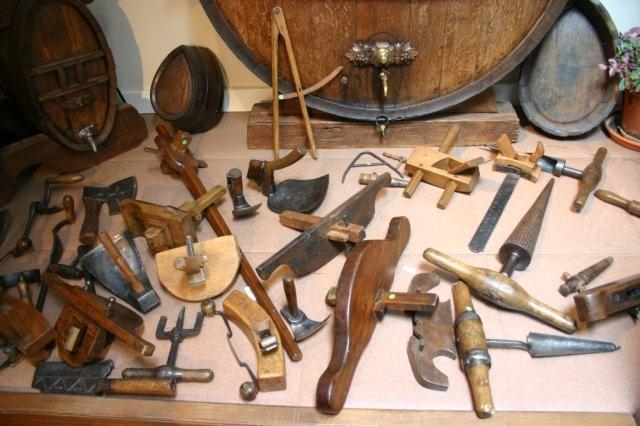
Outils de tonnellerie dans le musée de l'outil de Bièvres, bondonnière à droite
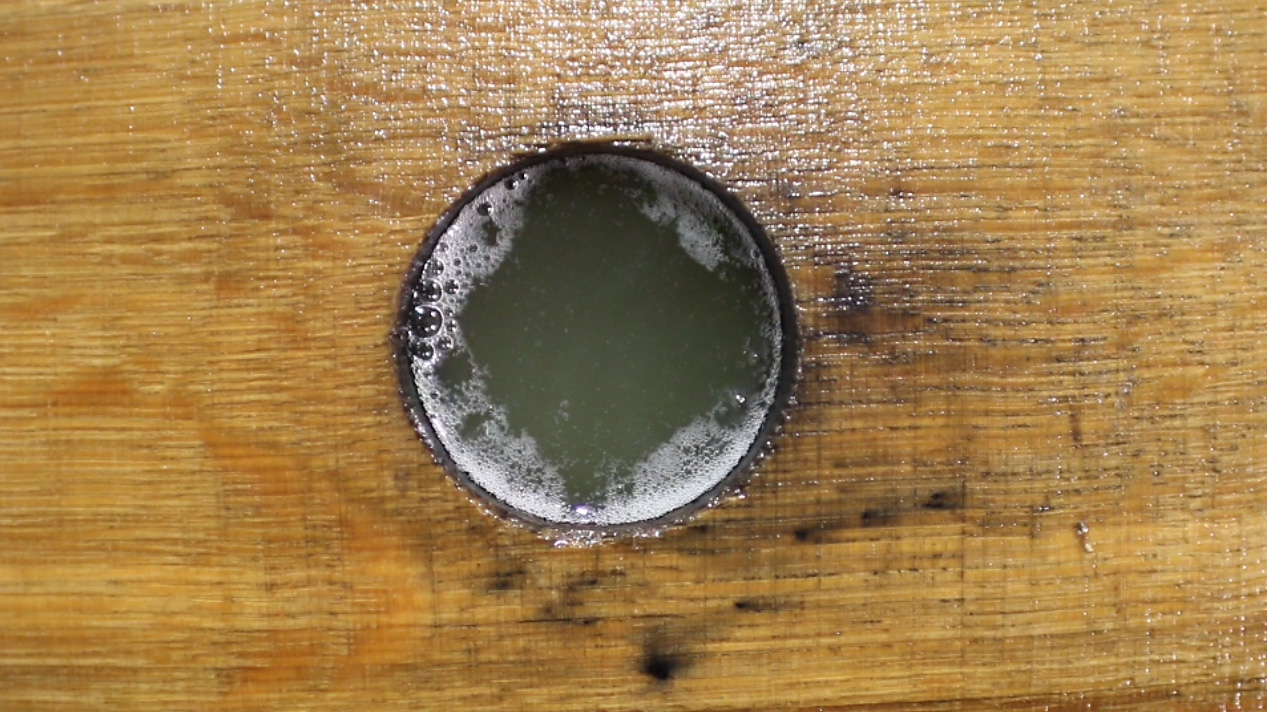
Trou de bonde avec vin fermentant